# Friedrich Eduard Beneke
Friedrich Eduard Beneke (Berlino, 17 febbraio 1798 – circa 1 marzo 1854) è stato uno psicologo e filosofo tedesco.

## Biografia
Beneke nacque a Berlino. Studiò presso l'Università di Halle e Berlino, in seguito, servì come volontario nella guerra del 1815. Dopo gli studi di teologia con i suoi due professori Schleiermacher e de Wette, giunse alla scoperta della filosofia, studiando in particolare scrittori inglesi e tedeschi come per esempio Friedrich Heinrich Jacobi e Schopenhauer. Nel 1820 pubblicò Erkenntnisslehre, Erfahrungsseelenlehre als Grundlage alles Wissens, e la sua tesi di laurea De Veris Philosophiae Initiis. Si ritirò a Gottinga, per 7 anni, poi gli fu permesso di tornare a Berlino. Nel 1832 ricevette un posto come professore che terminò fino alla sua morte, avvenuta il 1º marzo 1854 per suicidio; il suo corpo fu ritrovato 2 anni dopo in un canale a Charlottenburg.

Beneke fu un sostenitore dello psicologismo. Per lui, la psicologia è la disciplina filosofica fondamentale.

## Opere
Beneke era uno scrittore prolifico che pubblicò grandi trattati in diversi dipartimenti di filosofia. Un elenco completo dei suoi scritti si trova nel Dressier del Lehrbuch der Psychologie als Naturwissenschaft (1861).
- Psychologische Skizzen (1825, 1827)
- Lehrbuch der Psychologie (1832)
- Metaphysik und Religionsphilosophie (1840)
- Die neue Psychologie (1845)
- Pragmatische Psychologie oder Seelenlehre in der Anwendung auf das Leben (1832).